# Paolo Lanfranchi
Pour les articles homonymes, voir Lanfranchi.
Paolo Lanfranchi (né le 25 juillet 1968 à Gazzaniga, dans la province de Bergame, en Lombardie) est un ancien coureur cycliste italien. Professionnel de 1993 à 2004, il a notamment remporté le Tour de Langkawi à deux reprises, ainsi qu'une étape du Tour d'Italie en 2000.

## Biographie
Paolo Lanfranchi passe professionnel en 1993 dans l'équipe Mercatone Uno. Treizième du Tour d'Espagne l'année suivante, il s'engage dans l'équipe Brescialat l'année suivante. Il y glane de nombreuses places d'honneur, devenant notamment vice-champion d'Italie. En juillet, il participe à son premier Tour de France. Ses bonnes dispositions en montagne (8e à La Plagne, 10e à Guzet-Neige) lui permettent de terminer à la quatorzième place du classement général. Il est 65e du classement UCI en fin de saison.
En 1996, après un début de saison dans la formation San Marco Group, il rejoint la prestigieuse équipe Mapei. Comme en 1995, il finit quinzième du Tour d'Italie en épaulant cette fois Abraham Olano, troisième de l'épreuve. Durant les deux saisons suivantes, Lanfranchi monte sur le podium de plusieurs classiques et semi-classiques italiennes, dont le Tour de Lombardie (2e en 1997), et obtient toujours des classements honorables sur les grands tours. Sa première victoire professionnelle survient en 1999 : il remporte le Tour de Langkawi en Malaisie. Pour sa troisième grande boucle, il finit 18e, avec une quatrième place lors de l'étape d'Albi. En 2000, il réalise son meilleur Giro, terminant douzième avec une victoire d'étape. En 2001, il domine le Tour de Langkawi. Sélectionné dans l'équipe nationale à la faveur de ses bons résultats, il termine douzième à l'issue d'une course durant laquelle il mène le peloton derrière son compatriote Gilberto Simoni. Ce championnat sacre l'Espagnol Óscar Freire devant Paolo Bettini, tous deux coéquipiers de Lanfranchi chez Mapei.
En 2002, il rejoint l'équipe Index Alexia, avec pour meilleurs résultats une troisième place au Grand Prix du canton d'Argovie, et une douzième sur Milan-San Remo. L'année suivante il rejoint la formation Ceramiche Panaria, dans laquelle il effectue ses dernières saisons.

## Palmarès

### Palmarès amateur
- 1987
  - 3e de la Freccia dei Vini
- 1988
  - Gran Premio Capodarco
- 1989
  - Coppa Cicogna
- 1990
  - Giro del Medio Brenta
- 1991
  - Grand Prix de Poggiana
  - Gran Premio Gelati Sanson
  - Circuito di Tuoro
  - 1re étape du Tour de la Vallée d'Aoste
  - 2e de Bassano-Monte Grappa
- 1992
  - Gran Premio Pretola
  - Prologue du Tour de la Vallée d'Aoste (contre-la-montre par équipes)
  - 3e du Grand Prix de l'industrie et du commerce de San Vendemiano

### Palmarès professionnel
| - 1994 - 3e de la Clásica de Alcobendas - 1995 - 2e du championnat d'Italie sur route - 2e du Trophée Matteotti - 1996 - 3e du GP Llodio - 1997 - 2e du Tour du Piémont - 2e du Tour de Lombardie - 3e de Milan-Turin - 1998 - 2e du Tour des Apennins - 1999 - Classement général du Tour de Langkawi - Gran Premio Internacional Telecom : - Classement général - 1re étape | - 2000 - 19e étape du Tour d'Italie - 3e du Tour des Apennins - 3e de la LuK-Cup - 2001 - Tour de Langkawi : - Classement général - Prologue, 8e et 9e étapes - 3e du Grand Prix Miguel Indurain - 2002 - 3e du Grand Prix du canton d'Argovie |  |

## Résultats sur les grands tours

### Tour de France
4 participations
- 1994 : abandon (12e étape)
- 1995 : 14e
- 1996 : 59e
- 1999 : 18e

### Tour d'Espagne
4 participations
- 1994 : 13e
- 1997 : 17e
- 1998 : abandon
- 2000 : 38e

### Tour d'Italie
9 participations
- 1995 : 15e
- 1996 : 15e
- 1997 : abandon
- 1998 : 18e
- 2000 : 12e, vainqueur de la 19e étape
- 2001 : 41e
- 2002 : 41e
- 2003 : 20e
- 2004 : 61e

## Résultats sur les championnats

### Championnats du monde professionnels

#### Course en ligne
- Duitama 1995 : 17e